# Gas City
Gas City és una població dels Estats Units a l'estat d'Indiana. Segons el cens del 2006 tenia 5.868 habitants.

## Demografia
Segons el cens del 2000, Gas City tenia 5.940 habitants, 2.393 habitatges, i 1.643 famílies. La densitat de població era de 618,2 habitants/km².
Dels 2.393 habitatges en un 31,4% hi vivien nens de menys de 18 anys, en un 52,1% hi vivien parelles casades, en un 12,6% dones solteres, i en un 31,3% no eren unitats familiars. En el 26,8% dels habitatges hi vivien persones soles el 10,9% de les quals corresponia a persones de 65 anys o més que vivien soles. El nombre mitjà de persones vivint en cada habitatge era de 2,46 i el nombre mitjà de persones que vivien en cada família era de 2,95.
Per edats la població es repartia de la següent manera: un 25,2% tenia menys de 18 anys, un 8,2% entre 18 i 24, un 29,1% entre 25 i 44, un 23,8% de 45 a 60 i un 13,6% 65 anys o més.
L'edat mediana era de 37 anys. Per cada 100 dones de 18 o més anys hi havia 84,1 homes.
La renda mediana per habitatge era de 35.940$ i la renda mediana per família de 42.056$. Els homes tenien una renda mediana de 34.020$ mentre que les dones 23.482$. La renda per capita de la població era de 18.295$. Entorn del 8,1% de les famílies i el 10,2% de la població estaven per davall del llindar de pobresa.

## Poblacions més properes
El següent diagrama mostra les poblacions més properes.